# Har Ela
Har Ela (hebrejsky: הר אלה) je hora o nadmořské výšce 518 metrů v severním Izraeli.
Leží v centrální části pohoří Karmel, cca 11 kilometrů jihovýchodně od centra Haify, na severozápadním okraji města Isfija. Má podobu nevýrazného návrší s částečně zalesněnými svahy, které na jih a západ odtud přecházejí do rozsáhlého lesního komplexu. Na západní straně kopce jeho svahy prudce klesají do údolí vádí Nachal Oren, do kterého podél svahů hory směřují vádí Nachal Chejk a Nachal Alon. Na severu na kopec navazuje hora Rom Karmel, nejvyšší bod masivu Karmel. Na severozápadě se rozkládá další vrchol Har Alon.
V prosinci 2010 bylo okolí hory postiženo lesním požárem, který zničil velkou část zdejších lesů.